# Flirsch
Flirsch je obec v Rakousku ve spolkové zemi Tyrolsko v okrese Landeck. Žije zde 991 obyvatel. K prvnímu lednu 2011 zde žilo 975 obyvatel.

## Geografie

### Poloha
Flirsch se nachází v Alpách v nadmořské výšce 1154 m mezi městem Landeck a obcí St. Anton am Alrberg. Rozkládá se v údolí Stanzer po obou stranách řeky Rosanna.
Rozloha území je 31,1 km², z toho 5,2 % je využíváno jako zemědělská půda, 25 % tvoří alpské louky a pastviny, 36 % pokrývají lesy a 32 % jsou vysokohorská skaliska.

### Sousední obce
|                    | Kaisers | Zams     |
| Pettneu am Arlberg |         | Strengen |
|                    | Kappl   |          |

## Historie
Krajina v okolí Flirsche byla osídlená už v prehistorickéhm období. První písemná zmínka pochází ze 13. století. Okolí obce bylo osídleno retorománskými obyvateli. V roce 1385 byla založena farnost Flirsch. Současný kostel svatého Bartoloměje byl od základů přestavěn v 18. století a obnoven na začátku 19. století. Obec se rozrostla na přelomu 19. a 20. století díky manufaktuře na zpracování ovčí vlny, která byla založena v roce 1886. Továrna byla zavřena v roce 1965, ale vila majitele Aloise Draxla byla odkoupena obcí a slouží jako radnice. V letech 1880 až 1884 byla obec napojena na železnici. V roce 1975 byla postavena silnice Arlberg-Schnelstraße. Obec žije z turismu.

## Památky
- Katolický farní kostel svatého Bartoloměje v obci  Flirsch: farní kostel se hřbitovem, márnice kaple, válečný památník a fara
- kaple svatého Antonína, východně na úbočí hor
- Lurdská kaple, severně nad obcí
- kaple u hotelu Arlberg
- Gondebachbrücke, dřevěný most z 19. století, most bylstržen při povodních v roce 2005

## Znak
Blason: V modré barvě šest zlatých krokusů, které tvoří převrácený vrchol.
Znak byl obci udělen 23. července 1974. Krokusy ve znaku obce Flirsch jsou symboly obce, což je vykládáno jako jarní louka.